# (891) Гунхильд
(891) Гунхильд (нем. Gunhild) — тёмный астероид главного пояса астероидов, принадлежащий к спектральному классу D. Астероид был открыт 17 мая 1918 года немецким астрономом Максом Вольфом в Гейдельбергской обсерватории. На 2020 год Гунхильд является одним из 120 астероидов, для которых не обнаружено указаний в честь чего ему дано официальное наименование.

## Физические характеристики
На основании исследований, проведённых инфракрасными спутниками IRAS, Akari и WISE, диаметр астероида варьируется между 51,95 и 63,80 км, а отражающая способность между 0,049 и 0,0718.
По классификации SMASS Гунхильд соответствует классу кремниевых астероидов D.
На основании кривых блеска чётко определён период вращения астероида 11,892 ч. При этом изменения блеска равнялось 0,36 звёздной величины, что указывает на несферическую вытянутую форму астероида.